# Stazione di Deruta
Stazione di Deruta vasútállomás Olaszországban, Umbria régióban, Deruta településen.

## Vasútvonalak
Az állomást az alábbi vasútvonalak érintik:
- Centrale Umbra-vasútvonal

## Kapcsolódó állomások
A vasútállomáshoz az alábbi állomások vannak a legközelebb: 